# 独贵塔拉镇
独贵塔拉镇是中华人民共和国内蒙古自治区鄂尔多斯市杭锦旗下辖的一个镇。

## 行政区划
独贵塔拉镇下辖以下村级行政区划单位：
向阳社区、永先村、乌兰淖尔村、独贵特拉村、解放村、沙圪堵淖尔村、沙日召嘎查、道图嘎查、乌定补拉格村、塔然高勒村、二圪旦湾村、芒哈图嘎查、隆茂永村、杭锦淖尔村、永兴村、乌兰木都村、巴音庆格利嘎查、查干布拉格嘎查、巴音补拉格嘎查、敖楞乌素嘎查和图古日格嘎查。